# Epulopiscium fishelsoni
Epulopiscium fishelsoni (que significa: «l'invitat de Fishelson a un banquet de peix») és un bacteri grampositiu que té una relació simbiòtica amb diverses espècies d'acantúrids (peixos cirurgians). És un bacteri molt estudiat gràcies a tenir una mida molt grossa que va de 200-700 μm de llargada i de 80 μm de diàmetre. Fins que es va descobrir el bacteri Thiomargarita namibiensis l'any 1999, Epulopiscium fishelsoni era el bacteri més gros conegut.

## Descobriment
Epulopiscium va ser descobert l'any 1985 pel científic israelià Lev Fishelson de la Universitat de Tel-Aviv, dins de l'intestí d'un peix cirurgià bru. Primer va ser classificat com un protist i el 1993 es va confirmar que era un bacteri. Epulopiscium pot superar en quatre vegades la llargada mitjana dels Paramecium.

## Fisiologia
Té característiques inusuals pel fet de tenir una mida tan grossa. Epulopiscium és extremadament poliploide.
Epulopiscium té una anatomia única per tal de vèncer les limitacions del seu gran volum cel·lular.

## Reproducció
De forma inusual en un bacteri aquest és gairebé vivípar, es reprodueix per esporulació.

## Simbiosi
Ajuda l'esturió a degradar els nutrients de les algues.